# نیدرهوفن
نیدرهوفن (به آلمانی: Niederhofen) یک شهر در آلمان است که در نویوید واقع شده‌است. نیدرهوفن ۳۸۱ نفر جمعیت دارد.